# Concentrazione minima alveolare
La concentrazione minima alveolare o MAC (acronimo dell'espressione inglese Minimum alveolar concentration) è un parametro, utilizzato in anestesiologia, che indica la concentrazione minima di un anestetico generale inalatorio (protossido di azoto N2O, alotano, enflurano, isoflurano, desflurano, sevoflurano) negli alveoli polmonari, ad una pressione di 1013 hPa (o 1 atm), che consente di inibire la reazione motoria al dolore nel 50% dei pazienti di 40 anni di età. Quando ciò avviene, si dice che la MAC è uguale ad 1.

## Il valore di MAC
Il “valore di MAC” (o xMAC) è una percentuale volumetrica, specifica per i vari anestetici generali inalatori, relativamente alla miscela anestetica erogata dal ventilatore, che aiuta nella somministrazione permettendo di confrontarne la potenza. Infatti, a seconda della potenza dell'agente utilizzato, una MAC uguale ad 1 è ottenuta con una percentuale volumetrica differente, espressa dal xMAC specifico di quell'agente. 
| N2O         | 105 vol. %  |
| Alotano     | 0,77 vol. % |
| Isoflurano  | 1,15 vol. % |
| Enflurano   | 1,7 vol. %  |
| Sevoflurano | 2,1 vol. %  |
| Desflurano  | 6,65 vol. % |

La xMAC decresce con l'aumentare dell'età del soggetto. Il calcolo più utilizzato è quello che segue l'equazione di Mapleson, che si riferisce a pazienti di età superiore ad 1 anno:
{\displaystyle xMAC_{corretto\;per\;et{\grave {a}}}=xMAC_{40\;anni}\cdot 10^{-0,00269\,\cdot \,(et{\grave {a}}\,-\,40)}}